# The Life Boat (film 1911)
The Life Boat è un cortometraggio muto del 1911 diretto da Jay Hunt.

## Produzione
Il film fu prodotto dalla Vitagraph Company of America.

## Distribuzione
Distribuito dalla General Film Company, il film - un cortometraggio in una bobina - uscì nelle sale cinematografiche statunitensi il 25 novembre 1911.